# Renée Houston
Renée Houston (* 24. Juli 1902 in Johnstone, Schottland als Katherina Rita Murphy Gribbin; † 9. Februar 1980 in Chertsey, England) war eine britische Schauspielerin und Komikerin.

## Leben und Karriere
Houston war eine Veteranin des britischen Theaters, in den 1910er-Jahren hatte sie ihre Karriere in den Music Halls von Glasgow gestartet. Mit ihrer jüngeren Schwester Billie (1906–1972) feierte sie unter dem Namen „The Houston Sisters“ am Londoner West End große Bühnenerfolge. Die Schwestern galten während der Roaring Twenties wegen ihres Auftretens als „Enfant terribles“, über die hin und wieder in der Presse berichtet wurde. In ihren komödiantischen Shows spielten sie wahlweise Geschwister, Liebespaare und Kinder. Nachdem Billie sich 1936 aus dem Showgeschäft zurückgezogen hatte, setzte Renée alleine mit Auftritten bei Bühne und Radio ihre Karriere fort.
Die Schauspielerin machte 1926 mit ihrer Schwester in dem Kurzfilm The Houston Sisters ihr Filmdebüt, in den folgenden zwei Jahrzehnten spielte sie gelegentlich in heute weitgehend vergessenen Filmen. Ab den 1950er-Jahren stand Renée Houston häufiger vor der Kamera, auch für Fernsehserien. In der Komödie Des Pudels Kern verkörperte sie 1958 die Ex-Frau der von Alec Guinness verkörperten Hauptfigur. Unter Regie von Roman Polański bekleidete sie Nebenrollen in dessen Filmen Ekel (1965) und Wenn Katelbach kommt... (1966). Sie spielte außerdem in drei Produktionen der Carry-On-Filmreihe, darunter in dem Carry-On-Film Ein Streik kommt selten allein als dominante Mutter eines von Kenneth Cope verkörperten Verkäufers. Auch in anderen Filmen wurde Houston auf herrische ältere Damen besetzt.
Populär wurde Houston in ihrem Heimatland jedoch vor allem durch ihre zahlreichen Auftritte im Radio, so wurde die damals 69-jährige im Jahr 1971 bei einer Hörerumfrage zur beliebtesten Radiomoderatorin der BBC gewählt. Zwischen 1965 und 1976 trat sie etwa in der Radioshow Petticoat Line auf, wo sie für ihre lose Zunge bekannt war. Daher erhielt sie von den Programmchefs schließlich die Anweisung, nicht mehr als zwei Schimpfwörter pro Sendung zu gebrauchen. 1974 veröffentlichte sie ihre Autobiografie unter dem Titel Don't Fence Me In.
Houston war dreimal verheiratet, darunter in zweiter Ehe mit dem Schauspieler Patrick Aherne, einem Bruder des Hollywood-Stars Brian Aherne.

## Filmografie (Auswahl)
- 1926: The Houston Sisters (Kurzfilm)
- 1927: Blighty
- 1941: Old Bill and Son
- 1944: Two Thousand Women
- 1951: Maxie macht Karriere (Bikini Baby)
- 1954: Die Schönen von St. Trinians (The Belles of St. Trinian’s)
- 1956: Marsch durch die Hölle (A Town Like Alice)
- 1956: Da hast du nochmal Schwein gehabt (Big Money)
- 1957: In letzter Stunde (Time Without Pity)
- 1958: Des Pudels Kern (The Horse's Mouth)
- 1958: Der Schlüssel (The Key)
- 1960: Der Arzt und die Teufel (The Flesh and the Fiends)
- 1962: Das Rätsel der unheimlichen Maske (The Phantom of the Opera)
- 1963: Ist ja irre – diese müden Taxifahrer (Carry On Cabby)
- 1963: Krankenschwester auf Rädern (Nurse on Wheels)
- 1963: Morgen um zehn (Tomorrow at Ten)
- 1963/1964: Simon Templar (The Saint; Fernsehserie, 2 Folgen)
- 1964: Ist ja irre – Agenten auf dem Pulverfaß (Carry On Spying)
- 1965: Ekel (Repulsion)
- 1966: Wenn Katelbach kommt… (Cul-de-sac)
- 1966: Der Spion mit der kalten Nase (The Spy with a Cold Nose)
- 1967: River Rivals (Fernsehserie, 7 Folgen)
- 1971: Ein Streik kommt selten allein (Carry On at Your Convenience)
- 1973: Die Spezialisten (Special Branch; Fernsehserie, Folge You Won't Remember Me)
- 1975: Die Legende vom Werwolf (Legend of the Werewolf)